# Nanjira Sambuli

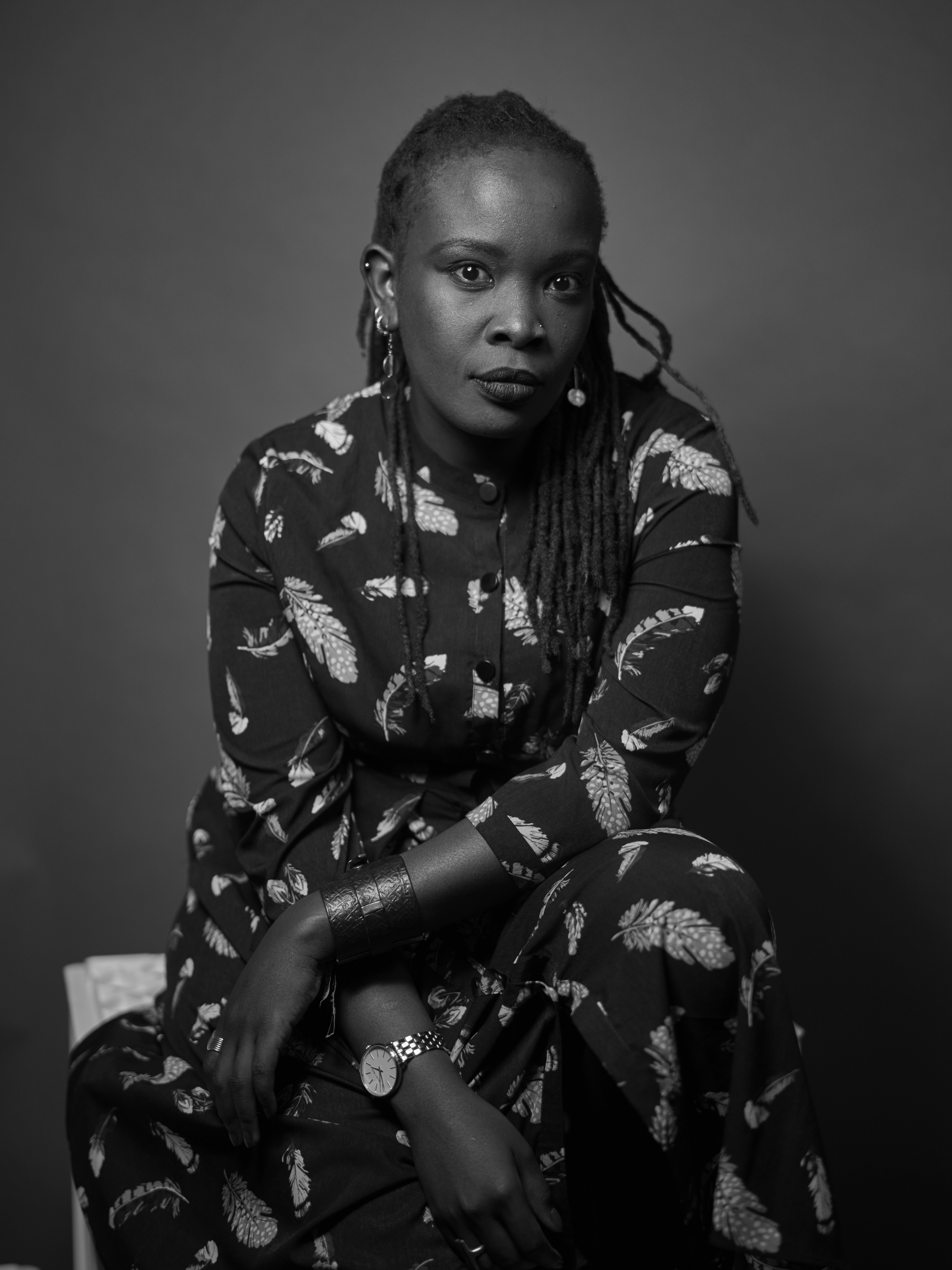
Nanjira Sambuli, Re publica faces 2019

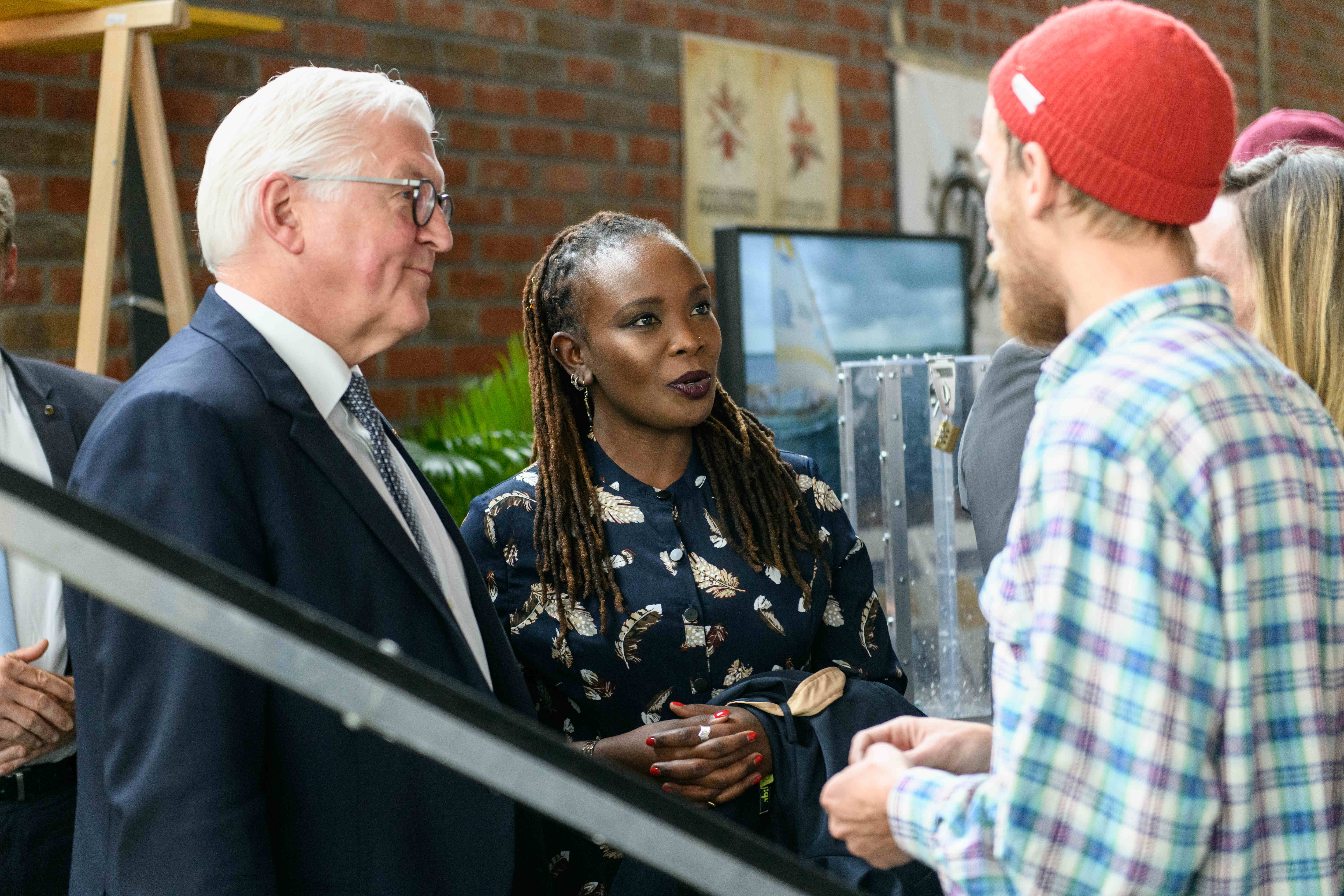
Moritz Wussow, Bundespräsident Frank-Walter Steinmeier und Forscherin Nanjira Sambuli unterhalten sich auf der re:publica über das Thema Recycling von Plastik

Nanjira Sambuli (* 1988 in Kenia) ist eine kenianische Forscherin, Autorin und Politikanalystin. Als Expertin für digitale Gleichberechtigung berät sie Institutionen wie die Vereinten Nationen und das Weltwirtschaftsforum zu Internetgesetzen und digitaler Zusammenarbeit, insbesondere im Hinblick auf die Gleichstellung von Frauen. Sie wurde 2016 zu den 100 einflussreichsten Persönlichkeiten des neuen Afrikas und 2019 von der BBC als eine der 100 inspirierenden und einflussreichen Frauen der Welt ausgewählt.

## Leben und Werk
Sambuli studierte Versicherungsmathematik an der University of Nairobi und erwarb 2011 den Bachelor-Abschluss. Von 2013 bis 2016 war sie Forschungsleiterin und Forschungsmanagerin am iHub in Nairobi, wo sie strategische Leitlinien für das Wachstum der Forschung zu technologischen Innovationen in der Region Ostafrika entwickelte. Von 2016 bis 2020 leitete sie als Digital Equality Advocacy Manager bei der World Wide Web Foundation, die politische Interessenvertretung zur Förderung der digitalen Gleichstellung beim Zugang und bei der Nutzung des Internets. Sie leitete dort die Online-Arbeit der Stiftung zu Frauenrechten, die ein Netzwerk von Organisationen für Gender und digitale Rechte in Afrika, Asien und Lateinamerika umfasst.
Sie hat auf einer Reihe von Konferenzen und Veranstaltungen über digitale Gleichstellung und digitale Politik gesprochen, darunter re:publica 2019, re: publica in Accra 2018, Open Up 2016 und der Afrikanische Gipfel für Frauen und Mädchen in der Technologie. Sie war von 2016 bis 2017 Stellvertreterin des Gremiums für wirtschaftliche Stärkung der Frauen des UN-Generalsekretärs. 2018 wurde sie von dem Generalsekretär der Vereinten Nationen António Guterres eingeladen, dem Gremium für digitale Zusammenarbeit beizutreten. Mit dem Goethe-Institut arbeitete sie unter anderem 2017 bei der Präsidentschaftswahl in Nairobi zusammen und nahm 2019 am internationalen Kultursymposium Weimar teil.
Nanjira ist Vorstandsmitglied bei Digital Impact Alliance, Global Commission on Governing Health Futures 2030 von The Lancet und Financial Times. Weiterhin ist sie Vorstandsmitglied des New Humanitarian, Development Gateway und Mitglied des Digital Advisory Panel des Department for International Development. Sie berät die Initiative Triple A Affirmative Action for Algorithms von Women @ TheTable und das Projekt des Weltwirtschaftsforums zur Vorbereitung der Zivilgesellschaft auf die vierte industrielle Revolution. Sie hat Veröffentlichungen zu einer Reihe von Themen verfasst, darunter Kenias Medienpolitik und Civic Tech Landscape.

## Auszeichnungen
- Ford Global Fellow
- 2016: 100 einflussreichste Afrikanerinnen des New African Magazine
- 2019: Liste der BBC 100 Women